# Municipio de Boardman (Ohio)
El municipio de Boardman (en inglés: Boardman Township) es un municipio ubicado en el condado de Mahoning en el estado estadounidense de Ohio. En el año 2010 tenía una población de 40889 habitantes y una densidad poblacional de 664,14 personas por km².

## Geografía
El municipio de Boardman se encuentra ubicado en las coordenadas 41°1′18″N 80°39′54″O / 41.02167, -80.66500. Según la Oficina del Censo de los Estados Unidos, el municipio tiene una superficie total de 61.57 km², de la cual 60.88 km² corresponden a tierra firme y (1.11%) 0.68 km² es agua.

## Demografía
Según el censo de 2010, había 40889 personas residiendo en el municipio de Boardman. La densidad de población era de 664,14 hab./km². De los 40889 habitantes, el municipio de Boardman estaba compuesto por el 90.18% blancos, el 5.9% eran afroamericanos, el 0.12% eran amerindios, el 1.4% eran asiáticos, el 0.03% eran isleños del Pacífico, el 0.78% eran de otras razas y el 1.59% pertenecían a dos o más razas. Del total de la población el 3.15% eran hispanos o latinos de cualquier raza.